# Rallye smrti
Rallye smrti (v originále Death Race) je dystopický akční thriller z roku 2008, který napsal a režíroval Paul W. S. Anderson. Hrají v něm Jason Statham, Tyrese Gibson, Ian McShane a Joan Allen.
Ačkoli je v recenzích a marketingových materiálech označován jako remake filmu Cesta gladiátorů 2000 z roku 1975 (který zase vychází z povídky Iba Melchiora „The Racer“), režisér Paul W. S. Anderson v komentáři na DVD uvedl, že film považoval za jakýsi prequel.
Na remaku se pracovalo od roku 2002, ačkoli produkce se zpozdila kvůli neschválení prvních scénářů, poté se dostala do turbulencí po sporu mezi Paramount Pictures a producentskou dvojicí Tom Cruise a Paula Wagner (ta byla producentkou filmu bez Cruise). Film získala společnost Universal Pictures a Anderson se k projektu znovu připojil jako scenárista a režisér. Natáčení začalo v Montrealu v srpnu 2007 a dokončený projekt byl uveden do kin 22. srpna 2008. Film získal smíšené hodnocení kritiků a celosvětově vydělal 76 milionů dolarů.
Poté byly uvedeny tři filmy z této série, které byly vydány přímo na video: Death Race 2 (2010), Death Race 3: Inferno (2013) a Death Race: Beyond Anarchy (2018).

## Děj
Prolog: V roce 2012 zkolabovala americká ekonomika a kriminalita vzrostla natolik, že se začaly využívat soukromé věznice. Jednou z nich je věznice Terminal Island, jejíž ředitelka Claire Hennessey vysílá brutální reality show Death Race – automobilový závod na život a na smrt, ve kterém vězni bojují o svobodu.
V roce 2020 je závodník přezdívaný Frankenstein těžce zraněn během závodu a umírá, ale jeho smrt je tajena.
Současnost: Bývalý závodník Jensen Ames se snaží uživit rodinu. Po ztrátě práce je falešně obviněn z vraždy své manželky a odsouzen na doživotí. Je převezen do Terminal Island, kde mu Hennessey nabídne svobodu, pokud nahradí Frankensteinovu identitu v závodě.
Jensen přijímá, poznává Frankensteinovu starou posádku – Coache, Gunnera a Listse, a svou navigátorku Case, která sabotovala Frankensteinovo auto výměnou za svobodu.
Během závodů Jensen zjistí, že ho skutečně nastrčila Hennessey, která nechala zabít jeho manželku. Pomstí se zabitím Pačenka – vraha jeho ženy – a uzavře spojenectví s rivalem Machine Gun Joem.
Finále: Hennessey se pokusí zabít Jensena bombou umístěnou pod jeho autem, ale ten ji včas deaktivuje. S Joem prorazí ze závodní dráhy na svobodu. Jensen předstírá, že ve voze zůstal, zatímco jeho místo přebírá Case v masce Frankensteina. Vláda zadrží Case, ale Jensen a Joe unikají.
Na konci Hennessey otevře dárek s bombou určenou Jensenovi, kterou Coach odpálí a zabije ji i Ulricha. Jensen, Joe, Case a Jensenova dcera Piper se setkají v Mexiku a začínají nový život.

## Obsazení
- Jason Statham v roli Jensena Amese, falešně obviněného vězně, který byl donucen závodit v aréně a převzal jméno „Frankenstein“ od vězně před ním. Při závodě zabije dva závodníky (Travise Colta a Slavo Pačenka)
- Joan Allen jako Hennessey, sadistická ředitelka věznice, která je pořadatelkou Závodu smrti
- Ian McShane jako Coach, Frankensteinův věrný hlavní mechanik a dobrovolný vězeň, protože má pocit, že vnější svět není dostatečně důstojný
- Tyrese Gibson jako Machine Gun Joe, sociopatický závodník, který chce využít Závod smrti jako prostředek k útěku z vězení. Pouze on využívá mužské navigátory, protože má ve zvyku své navigátory zabíjet nebo je nechat zemřít během závodu. Vyhrál tři závody, zabil 16 závodníků (včetně Hectora Grimma) a přeje si vyhrát, aby mohl odjet do Miami
- Natalie Martinez jako Case, Frankensteinova navigátorka. Ve vězení za vraždu svého manžela, násilnického policisty. Zbývá jí odsedět si několik let a propuštění dostala výměnou za sabotáž auta předchozího Frankensteina
- Max Ryan jako Pačenko, ruský řidič, s nímž se Ames několikrát střetne (který také zabil Amesovu ženu a hodil to na něj). Ve vězení je vůdcem Árijského bratrstva. Vyhrál tři závody a zabil devět závodníků.
- Jason Clarke jako Ulrich, zástupce Hennesseyové a sadistický vězeňský dozorce.
- Frederick Koehler jako Lists, další člen Frankensteinovy pit crew a nutkavý sběratel dat. Ve vězení je za vraždu své násilnické matky.
- Jacob Vargas jako Gunner, Frankensteinův opravář aut.
- Justin Mader jako Travis Colt, zneuznaný bývalý jezdec NASCAR, který se snaží obnovit svou kariéru tím, že vyhraje závod. Vyhrál dva závody a zabil pět závodníků.
- Robert LaSardo jako Grimm, psychopat jedoucí v závodě, který miluje a uctívá Hennessey (věří, že je avatarem hinduistické bohyně Kálí). Vyhrál dva závody a zabil v nich 12 lidí.
- Robin Shou jako 14K, člen desáté generace triády, vyslaný na obchodní školu, který má titul z MIT. Vyhrál dva závody a zabil sedm závodníků; v Zápase smrti zabil 14 bojovníků.
- David Carradine jako Frankenstein, nejoblíbenější závodník v historii Závodu smrti. (Cameo hlas, opakuje svou roli z původního filmu z roku 1975).